# Pronóstico por clase de referencia
El pronóstico por clase de referencia es el método para predecir el futuro usando la revisión de situaciones similares en el pasado y el resultado de ellas.
El pronóstico por clase de referencia predice el resultado de una acción planificada basado en los resultados reales en una clase de referencia de acciones similares a la que está siendo pronosticada. Las teorías detrás del pronóstico por clase de referencia fueron desarrolladas por Daniel Kahneman y Amos Tversky. La metodología y datos necesarios para emplear el pronósitco por clase de referencia en la práctica de la política, planeamiento y administración fueron desarrollados en un esfuerzo conjunto por el profesor de la Universidad de Oxford Bent Flyvbjerg y el grupo consultor COWI. El trabajo teórico le permitió a Kahneman ganar el Premio Nobel en Economía. Actualmente, el pronóstico por clase de referencia ha encontrado amplio uso práctico tanto en los sectores públicos y privados de la administración y la política.
Kahneman y Tversky encontraron que el juicio humano generalmente es optimista debido a la sobreconfianza y la insuficiente consideración de la información de distribución acerca de los resultados. Por lo tanto, las personas tienden a subestimar los costos, tiempo necesario para completar las tareas, y los riesgos de las acciones planificadas, mientras que tienden a sobrestimar los beneficios de esas mismas acciones. Tal error es causado debido a que los actores toman una visión interna, donde el foco está en los constituyentes de la acción planificada específica en vez de los resultados reales de acciones similares que ya han sido completadas.
Kahneman y Tversky concluyen que pasar por alto la información distribucional, esto es, el riesgo, es quizás la mayor fuente de errores en el pronóstico. Sobre esa base ellos recomiendan que los pronosticadores deberían hacer todos los esfuerzos posibles para frame el problema siendo pronosticado para facilitar así la utilización de toda la información distribucional que esté disponible. (Kahneman and Tversky 1979b, p. 316).
La utilización de la información de la distribución de proyectos similares previos al que está siendo pronosticado se llama tomar una visión exterior. El pronóstico por clase de referencia es un método para tomar una visión exterior de las acciones planificadas.
El pronóstico por clase de referencia para un proyecto específico involucra los tres siguientes pasos:
1. Identificar una clase de referencia de proyectos similares ya realizados.
2. Establecer una distribución de probabilidad para la clase de referencia seleccionada para el parámetro que está siendo pronosticado.
3. Comparar el proyecto específico con la distribución de la clase de referencia, con la idea de establecer el resultado más probable para el proyecto específico.

Mientras que Kahneman y Tversky desarrollaron las teorías del pronóstico por clase de referencia, Flyvbjerg y Cowi desarrollaron el método para su uso práctico en políticas y planeamiento. El primer ejemplo de un pronóstico por clase de referencia es descrito por Flyvbjerg. Este fue un pronóstico ejecutado por en el año 2004 por Ove Arup de los costos de capital proyectados para la propuesta de la Línea 2 del Edinburgh Trams. El pronóstico del promotor estimó un costo de £320 millones incluyendo una reserva para contingencias. Tomando en cuenta toda la información distribucional disponible, basado en una clase de referencia de proyectos de ferrocarril comparables, el pronósitco por clase de referencia estimó un valor de £400 millones para el percentil 80. Un reporte entregado en agosto de 2011 estimó que el costo final del proyecto, que aún no se finalizaba, sería de más de £1 mil millones, para una línea de tram más corta que la propuesta Línea 2.
Desde el pronóstico de Edinburgh, el pronóstico por clase de referencia ha sido aplicado a numerosos proyectos en el Reino Unido, incluyendo el proyecto de Crossrail en Londres por un valor de £15 (US$29) mil millones. Después del año 2004, Holanda, Dinamarca y Suiza han implementado también varios tipos del pronóstico por clase de referencia. En el año 2005, la Asociación de Planificación de Estados Unidos (en inglés: American Planning Association, APA) aprobó el pronóstico por clase de referencia y recomendó que los planificadores nunca deberían confiar solo en las técnicas de pronóstico covencionales:

La APA alienta a los planificadores a usar el pronóstico por clase de referencia en adición a los métodos tradicionales como una forma de mejorar la exactitud. El método del pronóstico por clase de referencia es beneficioso para los proyectos no rutinarios ... Los planificadores nunca deberían confiar únicamente en la tecnología de la ingeniería civil como una forma de construir los pronósticos de un proyecto.

Antes de esto, en el año 2001 (y actualizado en el 2006), AACE International (en inglés: Association for the Advancement of Cost Engineering, en castellano: Asociación para el Avance de la Ingeniería de Costos) incluyó la Validación de la Estimación como un paso distintivo en la prácticas recomendadas de la estimación de costos (la validación de la estimación es equivalente al pronóstico por clase de referencia en que requiere evaluaciones separadas de base empírica para comparar la base de estimación):

La estimación debería ser validada contra o comparada a la experiencia histórica y/o previas estimaciones de la empresa y de la empresas competidoras para comprobar su oportunidad, competitividad y para identificar oportunidades de mejora... La validación examina el estimado desde una perspectiva diferente y usando métricas diferentes a las utilizadas durante la preparación de la estimación.

En las industrias de procesos (por ejemplo: petróleo y gas, químicas, minería, generación de energía, etc. las cuales tienden a dominar la membrecía de la AACE), el benchmarking (en otras palabras la visión desde el exterior) de las estimaciones de costos de los proyectos contra los costos históricos de proyectos ya terminados de tipo similar, incluyendo la información probabilística, tiene una larga historia.